# Stefan Jäger
Stefan Jäger (Uster, 1970) és un director de cinema, guionista i productor de cinema suís. També treballa com a professor de direcció cinematogràfica a l’Acadèmia de Cinema de Baden-Württemberg i com a professor de dramatúrgia i guió a la Universitat de les Arts de Zuric.

## Biografia
Stefan Jäger va estudiar guió i direcció a l'Acadèmia de Cinema de Baden-Württemberg de Ludwigsburg i va completar la seva formació el gener de 1997 amb un diploma. Des del 2002 treballa com a professor de direcció a l'Acadèmia de Cinema. Des del 2009 també treballa com a professor de dramatúrgia i guió a la Escola Superior d’Arts de Zuric i com a professor d'actuació a la Universitat de les Arts Escèniques de Stuttgart. El 2011, per invitació de l'Ambaixada de Suïssa i del Goethe Institut, també va impartir classes a la Blue Nile Film Academy d'Addis Abeba (Etiòpia); Aquesta col·laboració es va continuar amb la realització del llargmetratge Horizon Beautiful.
Ja durant la seva formació inicial a l'escola de professors de Lucerna, Jäger es va establir com a director de curtmetratges i documentals autònom en nombrosos festivals. Amb el seu segon llargmetratge birthday (2000), que es va desenvolupar exclusivament a través de la improvisació, va guanyar el premi del públic i el premi de guió al Festival de Cinema Max Ophüls, la pel·lícula va ser guardonada amb el títol " "particularment valuós".
El 2001, Stefan Jäger va dirigir el drama de muntanya Im Namen der Gerechtigkeit per a Schweizer Fernsehen i Bayerischer Rundfunk, que es va vendre a diversos països. L'any 2002 va dirigir l'obra 57' 38 Ewigkeit a la Schauspielhaus de Zuric, que va escriure juntament amb l'actriu alemanya Bibiana Beglau i que narra un accident d'allau.
El 2002 i el 2003, Stefan Jäger, juntament amb Peter Jäger, van produir la sèrie documental Cyrill trifft per a la televisió suïssa així com un llargmetratge homònim; Mostra entrevistes que Cyril, que pateix trisomia 21, realitza amb celebritats.
El drama d'eutanàsia Hello Goodbye, dirigit per Stefan Jäger el 2007, va celebrar la seva estrena el 3r Festival de Cinema de Zuric, va guanyar el Premi Interfilm al Festival Max Ophüls de Saarbrücken i el premi a la direcció al FilmKunstFest de Schwerin. La seva pel·lícula Boxing Jesus, rodada en italià, es va projectar als cinemes la primavera de 2008. La pel·lícula de televisió de Jäger Hunkeler und der Fall Livius (una coproducció de SRF amb ARTE) es va emetre a finals de 2009 i va guanyar el premi a la millor pel·lícula de televisió suïssa.
El 2010 i el 2011, Jäger va idear i realitzar la sèrie documental de diverses parts ''SF bi de Lüt – Schloss Biberstein i SF bi de Lüt – Das kleine Paradies. en nom de la televisió suïssa.
El 2014, Stefan Jäger va fer la primera pel·lícula de terror suïssa de metratge trobat 11:23 - 09:59 (Projekt Angst), que va celebrar la seva estrena mundial al 10è Festival de Cinema de Zuric. A la tardor de 2014 va rodar la pel·lícula Der grosse Somme al Japó i Suïssa amb Mathias Gnädinger al paper principal, que va ser la pel·lícula germano-suïssa de més èxit del 2016. Immediatament després de la mort de Gnädinger, Jäger va fer el documental Mathias Gnädinger – Die Liebe seines Lebens sobre el popular actor. El 2016, Jäger també va produir el llargmetratge debut Blue My Mind de Lisa Brühlmann, que es va estrenar el 2017 i va rebre diversos premis, entre ells. amb tres premis de cinema suís (Millor pel·lícula, Millor guió, Millor actriu).

A principis del 2020 es va emetre a SRF el seu documental Ursus & Nadeschkin - Quitting Would Be Easy, en el qual va interpretar el duet d'artistes. L'estiu del 2020 va realitzar la coproducció de tres països Monte Verità.
Jäger és membre de les Acadèmies de Cinema Suïssa i Europea.

## Filmografia

### Com a director
- 2021: Monte Verità – Der Rausch der Freiheit (Llargmetratge)
- 2020: Ursus & Nadeschkin - Aufhören wäre einfach (documental)
- 2017: Schule machen (Doku-Serie SRF)
- 2017: Der nächste Schritt (documental)
- 2016: Mathias Gnädinger – Die Liebe seines Lebens (documental)
- 2016: Der grosse Sommer (Llargmetratge)
- 2014: 11:23 - 09:59 (Projekt Angst) (Llargmetratge)
- 2013: Horizon Beautiful (Llargmetratge)
- 2011: SF bi de Lüt – Das kleine Paradies (Doku-Serie für SF)
- 2010: SF bi de Lüt – Schloss Biberstein (Doku-Serie für SF mit Roman Vital)
- 2010: Unter Anderem (teatre)
- 2009: Rockerbuebe (teatre)
- 2009: Hunkeler und der Fall Livius (telefilm)
- 2008: Obsi Nitsi (teatre)
- 2007: Hello Goodbye
- 2007: Alte Freunde (teatre)
- 2006: Boxing Jesus (Il Pugno di Gesù)
- 2004: 57’ 38’’ Ewigkeit (teatre)
- 2003: Cyrill trifft (documental)
- 2001: Im Namen der Gerechtigkeit (telefilm)
- 2000: Birthday
- 1998: Misguided Angel
- 1995: Himmelfahrt (telefilm)
- 1995: Rattenfang (Kurzfilm)
- 1994: Mitten in der Stadt (documental)
- 1994: b8-e1! (Kurzfilm)
- 1994: Schritte gegen den Wind (documental)
- 1993: Im Reich der Sinne (pel·lícula d’animació)
- 1992: Von Grund auf wär' ich ein Mensch zum leben (documental)
- 1989: Am Rande der Isolation (documental)

### Com Autor
- 2015: Schellen-Ursli
- 2008: Ein Sonntag in den Bergen
- 2007: Santo Santo
- 2006: L’aria che respiri
- 2006: Bevor ich lebe
- 2005: Il tuo sole
- 2004: Melting (37 Tage)
- 2003: Im ewigen Eis
- 2002: Flowers
- 2000: Birthday
- 2000: Im Namen der Gerechtigkeit
- 1999: Mad In Switzerland
- 1998: Falling Rocks
- 1998: Details
- 1998: blindlings
- 1997: Tintenfischer
- 1996: Timbuktu

### Com a productor
- 2017: Blue My Mind
- 2017: Tiere